# Dvärgfrölöpare
Dvärgfrölöpare (Harpalus pumilus) är en skalbaggsart som beskrevs av Sturm 1818. Dvärgfrölöpare ingår i släktet Harpalus, och familjen jordlöpare. Arten är reproducerande i Sverige.